# Älskade, dröj hos mig
Älskade, dröj hos mig (engelska: Bobby Deerfield) är en amerikansk romantikfilm från 1977 i regi av Sydney Pollack.
Filmen bygger på Erich Maria Remarques roman Himlen har inga favoriter.

## Handling
Racerföraren Bobby träffar den unga Lillian som både förbryllar och lockar honom.

## Rollista i urval
- Al Pacino - Bobby Deerfield
- Marthe Keller - Lillian Morelli
- Anny Duperey - Lydia
- Walter McGinn - Leonard
- Romolo Valli - farbror Luigi
- Jaime Sánchez - Delvecchio
- Van Doude - flöjtspelaren
- Guido Alberti - prästen
- Gerard Hernandez - Carlos Del Montanaro
- Bernie Ecclestone - mekaniker (ej krediterad)